# ビデオエンジニア
ビデオエンジニア（英語: video engineer、略して VE）は、放送局や制作プロダクションで、ビデオカメラや各種映像機器の調整、設定に携わる職業である。
テレビ番組のエンドロールでは、「VE」・「映像」・「調整」・「カラー調整」と表示される（TBSでは、スタジオカメラマンを映像と表記する事があるので、カラー調整と表記する事がある）。
ビデオエンジニアの仕事には、まず、映像システムの設計・配線、撮影機材の調整・動作確認がある。次いで、本番での色・絞り調整など、各カメラの映像信号管理を行い、その他、テレビ中継等における伝送、機材メンテナンスなどを行う。実際の仕事内容は会社や所属により千差万別で多岐に渡る。テレビ放送において、カメラマン等を裏方とするならば、裏方の裏方的な要素が強い職場である。
なお日本で映像編集の仕事はVEと呼ばれず「編集技術」「ライン編集」などという会社が多い。

## 歴史
そもそもは撮像管の時代に、ビデオカメラを安定して稼動させるための専任整備士としての職種であった。

## 業務内容
ビデオカメラは同一モデルのカメラであっても個体差がある。また、撮影する方向が変わると光の反射具合も変わる。そのため、複数のカメラで同じものを撮影すると、明るさ・色が必然的に異なる。また、CCD以前の撮像管では、時間が経過するごとに映像出力されたモニター上での色が変化することもあった。このため、複数のカメラをスイッチングしたり日時と場所の違うロケ映像を編集すると、この色の違いが露見する。
そのため、マスターモニターや測定器を確認しながら、1台ないし複数のカメラの色・絞りを、生放送や一発撮りでリアルタイムに揃える（補正する）ことが求められる。ビデオエンジニアは、CCUと呼ばれるカメラのリモートコントローラを使って、映像信号の波形を確認しながら絞り・色を調整し、演出の意向などを踏まえながら対象物の色に近く微調整することで、放送に耐える映像品質を担保する。

## 求められるスキル
映像技術を中心として、幅広い専門知識が求められる。また、その根底となる電気・電子技術を理解していることが要求される。回路理論（アナログ・デジタル）、場合によっては画像圧縮理論なども要求されることがある。
さらに、映像に関連する分野（照明、アートなど）への理解も、映像を作り上げるうえで必要になる。最終的には、作品そのものへの理解のため、あらゆる分野を探求することになる。